# دیوید کلیتون راجرز
دیوید کلیتون راجرز (انگلیسی: David Clayton Rogers؛ زادهٔ ۲۱ اکتبر ۱۹۷۷) یک هنرپیشه اهل ایالات متحده آمریکا است. وی از سال ۲۰۰۲ میلادی تاکنون مشغول فعالیت بوده‌است.